# Bonnemaisoniaceae
Famille
Les Bonnemaisoniaceae sont une famille d'algues rouges de l’ordre des Bonnemaisoniales. 

## Liste des genres
Selon AlgaeBase (7 juillet 2014) et World Register of Marine Species (7 juillet 2014) :
- genre Asparagopsis Montagne, 1840
- genre Bonnemaisonia C.Agardh, 1822
- genre Delisea J.V.Lamouroux, 1819
- genre Leptophyllis J.Agardh, 1876
- genre Pleuroblepharidella M.J.Wynne, 1980
- genre Ptilonia (Harvey) J.Agardh, 1852

Selon ITIS (7 juillet 2014) :
- genre Asparagopsis (Kunth) Kunth
- genre Bonnemaisonia C. A. Agardh
- genre Delisea Miguel, 1858
- genre Falkenbergia Schmitz, 1897
- genre Leptophyllis Cachon & Cachon-enjumet, 1964
- genre Pleuroblepharidella
- genre Pleuroblepharis
- genre Ptilonia (Harvey) Agardh, 1852

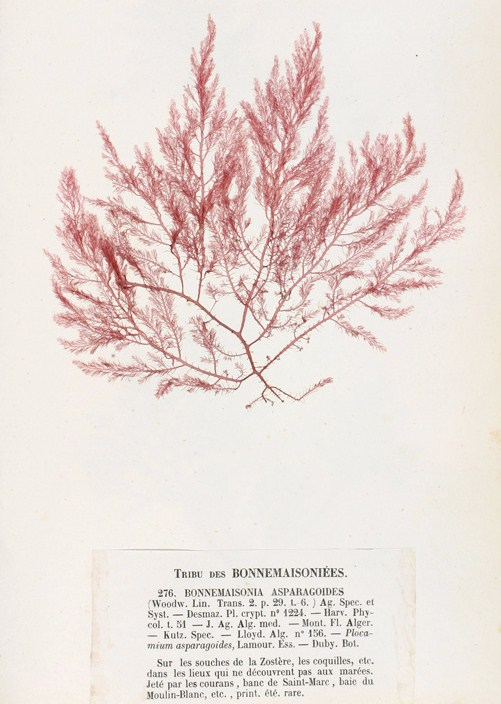
Bonnemaisonia asparagoides
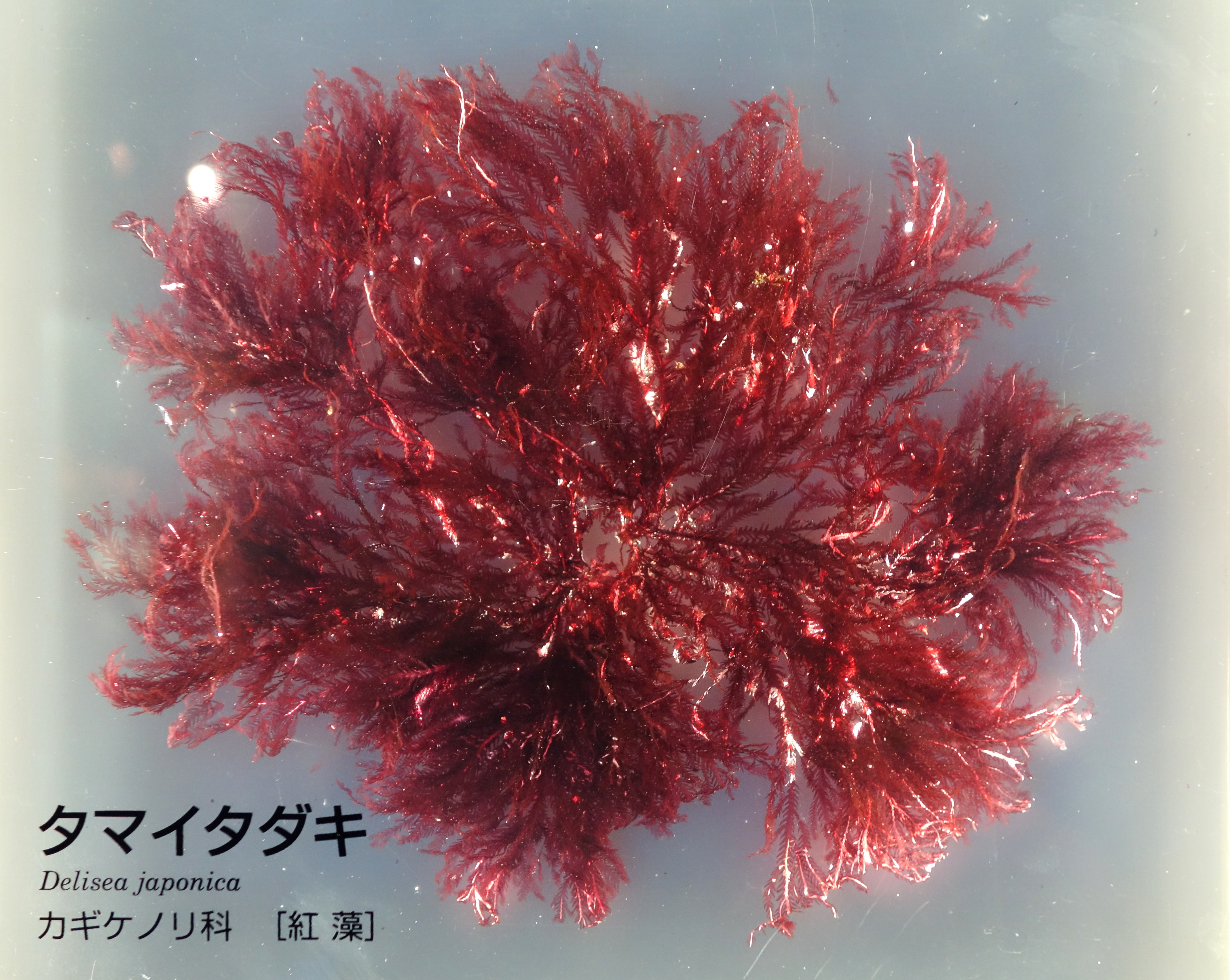
Delisea japonica